# ND Beltinci
ND Beltinci Klima Tratnjek, of korter ND Beltinci, is een Sloveense voetbalclub uit Beltinci. De club komt uit in de Sloveense tweede klasse. In het seizoen 2023/2024 eindigde Beltinci 3e in die afdeling.

## Geschiedenis
De club werd op 14 juli 2006 opgericht onder de naam Nogometno društvo Žuti Marki en is de opvolger van NK Beltinci, die in 2006 zijn faillissement aanvroeg. Door de laattijdige oprichting kon de club zich niet aansluiten bij een competitie in het seizoen 2006/2007. In het seizoen 2007/2008 speelde de club in zijn debuutseizoen kampioen in de 2e Intergemeentelijke Voetbaldivisie Murska Sobota, zesde niveau, onder de nieuwe naam, ND Beltinci. Sinds het seizoen 2018/2019 speelt de club in de Sloveense tweede klasse.
Aluminij · 
Beltinci · 
Bilje · 
NK Bistrica · 
Grosuplje · 
Drava Ptuj · 
Dravinja · 
Gorica · 
Ilirija · 
Jadran Dekani · 
Krka · 
Rudar Velenje · 
Slovan · 
Tabor Sežana · 
Tolmin · 
Triglav Kranj